# Callionymus corallinus
Callionymus corallinus es una especie de peces de la familia Callionymidae en el orden de los Perciformes.

## Distribución geográfica
Se encuentra en el Japón, Nueva Caledonia, Tonga y Hawái.